# Comté de Mercer (Virginie-Occidentale)
Pour les articles homonymes, voir Comté de Mercer.
Le comté de Mercer (en anglais : Mercer County) est un comté américain situé dans l'État de Virginie-Occidentale. Lors du recensement des États-Unis de 2010, sa population s'élève à 62 264 habitants. Son siège est Princeton, bien que Bluefield soit la ville la plus peuplée.

## Histoire
Le comté est créé en 1837 à partir de territoires du comté de Giles et du comté de Tazewell, par un acte de l'Assemblée générale de Virginie alors que le territoire actuel de la Virginie-Occidentale fait encore partie de la Virginie.

## Géographie

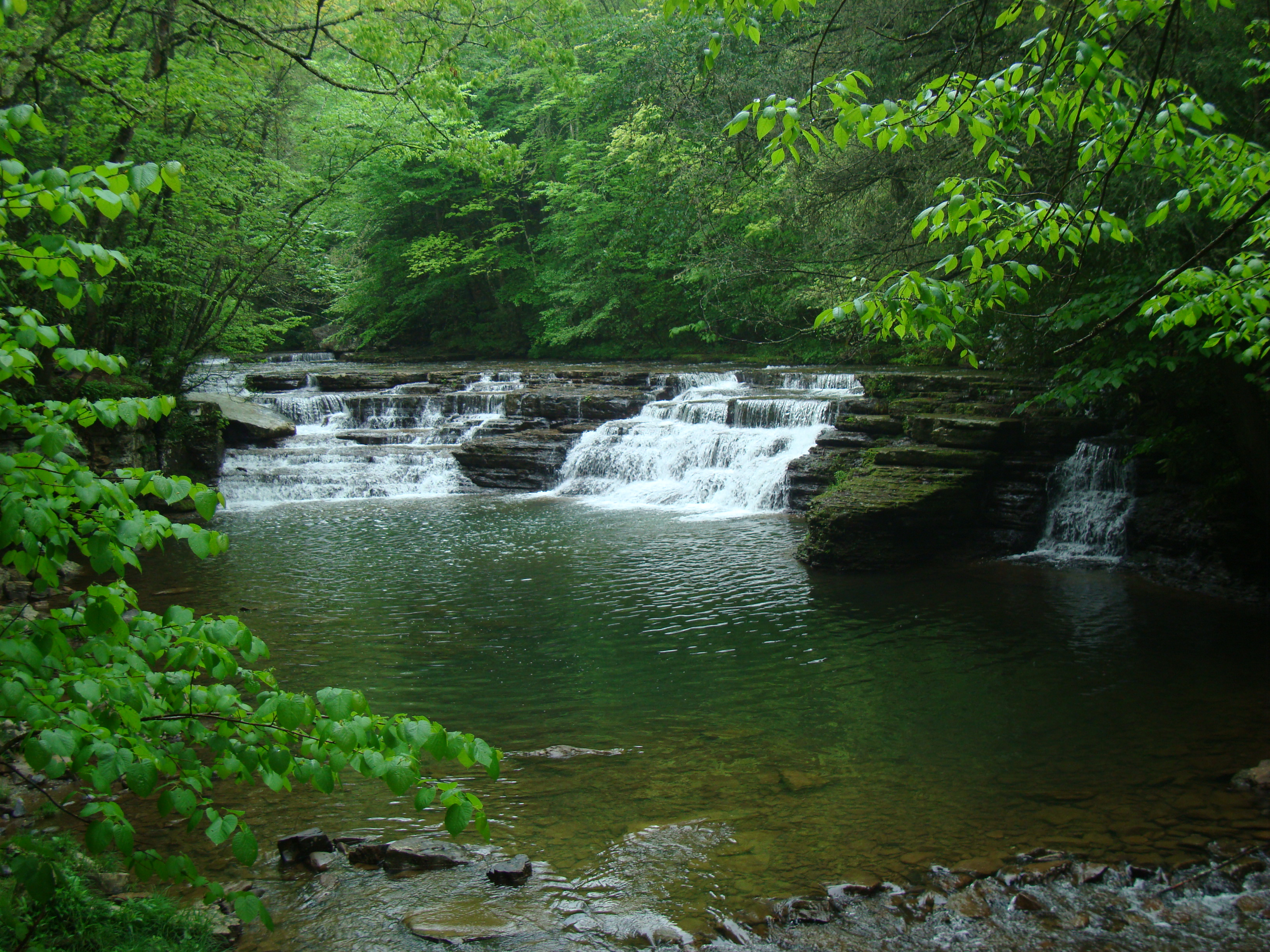
Les Campbell Falls, dans le parc d'État de Camp Creek.

Le comté se trouve à la frontière de la Virginie. Il couvre une superficie de 1 089 km2.
Il compte deux villes (Princeton et Bluefield), trois towns (Athens, Bramwell et Oakvale), ainsi que cinq census-designated places (Bluewell, Brush Fork, Lashmeet, Matoaka et Montcalm), en plus d'une multitude de hameaux et lieux-dits.
Le comté de Mercer est desservi par l'Interstate 77 (I-77), reliant Cleveland dans l'Ohio au nord à Cayce en Caroline du Sud au sud.